# ريتشي بيت
ريتشي بيت (بالإنجليزية: Richie Pitt)‏ (22 أكتوبر 1951 في المملكة المتحدة - ) هو لاعب كرة قدم بريطاني في مركز الدفاع. لعب مع نادي سندرلاند ونادي بليث سبارتانز.

## وصلات خارجية
- ريتشي بيت على موقع قاعدة بيانات كرة القدم.إي يو (الإنجليزية)